# Manuel Arteaga y Betancourt
Manuel Francisco del Corazon de Jesus Arteaga y Betancourt (né le 28 décembre 1879 à Puerto Principe (maintenant Camagüey) et mort le 20 mars 1963 à La Havane), est un cardinal cubain de l'Église catholique du XXe siècle, nommé par le pape Pie XII.  Son oncle le père Ricardo Arteaga Montejo, qui a fui à Venezuela pour des raisons politiques, prend le petit Manuel avec en 1892.

## Biographie
Manuel Arteaga y Betancourt étudie au Venezuela, fait de travail pastoral à Cumaná (Venezuela) et à Camagüey (Cuba) et est proviseur, vicaire général et vicaire capitulaire de l'archidiocèse de San Cristóbal de La Habana.
Il est élu archevêque de San Cristóbal de La Habana en 1941. Le pape Pie XII le crée cardinal  lors du consistoire du 18 février 1946. Comme Fidel Castro, Arteaga est un opposant du président Fulgencio Batista. participe au conclave de 1958, lors duquel Jean XXIII est élu. Arteaga est poursuivi par le régime de Fidel Castro et cherche asile à l'ambassade d'Argentine et à la nonciature apostolique (en).